# Friedrich Michels
Friedrich Michels (* 11. Oktober 1835 in Greifswald; † 29. Januar 1872 in Brünn) war ein deutscher Chemiker und Fabrikdirektor.

## Leben
Nach dem frühen Tod seiner Eltern wurde Friedrich Michels von seinem Onkel, einem Appellationsgerichtsrat, großgezogen. Dieser lebte und arbeitete zunächst in Posen, wurde aber 1847 nach Berlin und 1849 erneut nach Posen versetzt. Der mit ihm ziehende Friedrich besuchte dort die entsprechenden Realschulen und absolvierte im Jahr 1853 sein Abitur. Nach dem Studium am Königlichen Gewerbeinstitut Berlin übernahm er von Hermann Grüneberg die Leitung einer Salpeterfabrik in Alt-Damm bei Stettin. Vom Herbst 1858 bis zum Herbst 1859 leistete er seine militärische Dienstpflicht ab. Danach war er bei einer Chemiefabrik in Oranienburg beschäftigt, folgte aber zum Jahresende 1860 der Bitte von Grüneberg und wurde dessen Assistent in der in Kalk errichteten Chemischen Fabrik. Ein knappes Jahr später übersiedelte Michels nach Staßfurt, um den Bau und die Fertigstellung einer chemischen Anlage zur Verwertung der dort gefundenen Kalisalze zu begleiten. Im Anschluss wurde er Vorsteher und Leiter dieser Anlage.
Während des Deutschen Krieges und des Deutsch-Französischen Krieges wurde er eingezogen. Bei letzterem diente Michels als Artillerieoffizier und wurde mit dem Eisernen Kreuz sowie dem Bayerischen Verdienstorden ausgezeichnet. Er starb bei einem Arbeitsunfall, als bei der Inbetriebnahme einer kleinen Anlage in Brünn ein Apparat zersprang und Michels infolgedessen in Kontakt mit giftigen Gasen kam.
Als Student war Michels Mitglied des Akademischen Vereins Hütte und wurde im Mai 1855 in die Kommission gewählt, welche die Statuten für den Verein Deutscher Ingenieure (VDI) entwarf. Dem VDI gehörte er seit dem Jahr 1858 an. Michels regte die Gründung des Kölner Bezirksvereins des VDI an und war 1862 Gründungsmitglied des Sächsisch-Anhaltinischen Bezirksvereins des VDI. Dort war er von 1862 bis 1866 Schriftführer und von 1869 bis zu seinem Tod Vorsitzender. Er war Vorstandsmitglied des Sächsisch-Anhaltinischen Vereines zur Prüfung und Überwachung von Dampfkesseln und gehörte auch dem Stadtrat von Staßfurt an.
Friedrich Michels war seit 1865 mit Martha, Tochter des Pianisten Theodor Kullak, verheiratet und Vater von drei Kindern. Einer seiner Söhne war der Germanist Victor Michels.